# Mackaya neesiana
Mackaya neesiana är en akantusväxtart som först beskrevs av Nathaniel Wallich, och fick sitt nu gällande namn av Atulananda Das. Mackaya neesiana ingår i släktet Mackaya och familjen akantusväxter. Inga underarter finns listade i Catalogue of Life.